# Rhipsalis clavata
Rhipsalis clavata är en kaktusväxtart som beskrevs av Frédéric Albert Constantin Weber. Rhipsalis clavata ingår i släktet Rhipsalis och familjen kaktusväxter. Inga underarter finns listade i Catalogue of Life.

## Bildgalleri

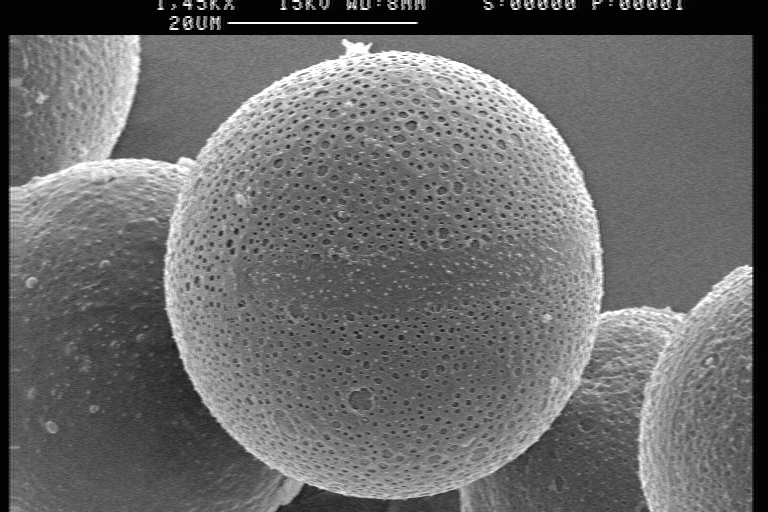
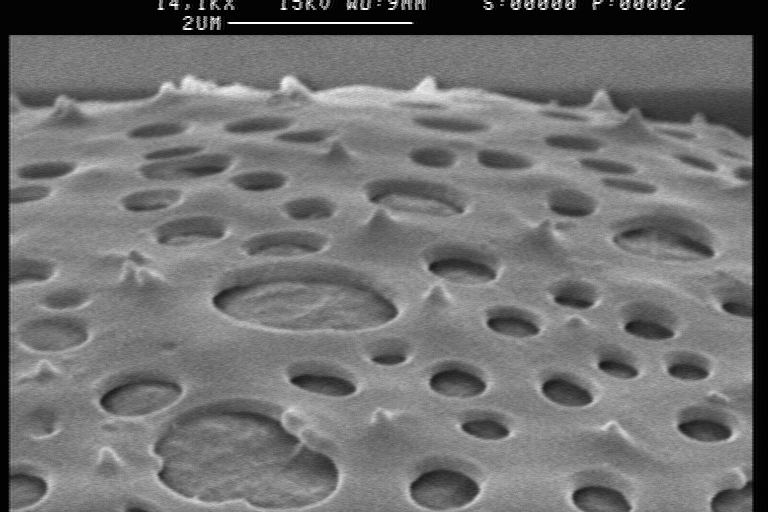
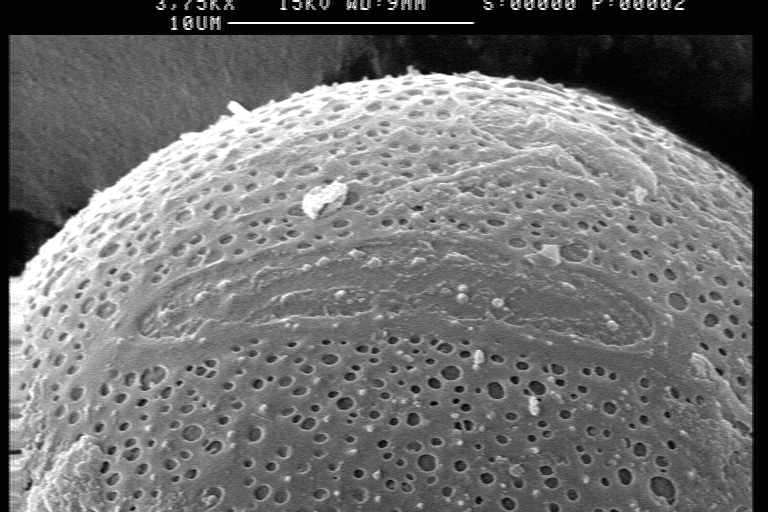